# Морское сражение под Керчью (1774)
Морское сражение под Керчью — двойное сражение между русским и турецким флотами состоявшееся южнее Керчи 9 (20) июня и 28 июня (9 июля) 1774 год, во время русско—турецкой войны 1768—74 годов.

## Ход боя

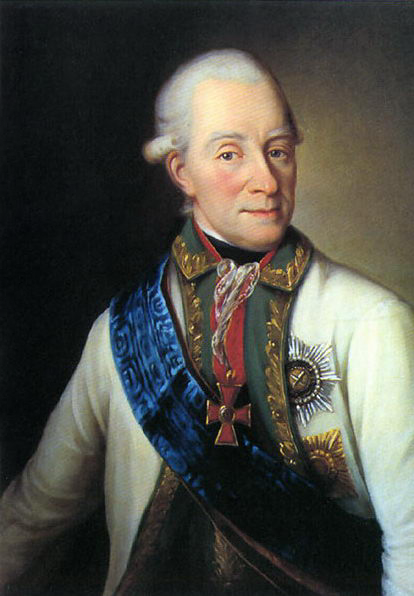
Адмирал В. Я. Чичагов, портрет кисти П. Н. Бажанова

9 июня турецкий флот, состоящий из 40 вымпелов (5 линейных кораблей, 9 фрегатов, а также 26 галер и шебек), пытаясь прорваться через Керченский пролив, внезапно атаковал отряд российских кораблей под командой В. Я. Чичагова, который крейсеровал около берегов Крыма, чтобы не допустить на них высадки турецких десантов. Под его началом было на тот момент 3 фрегата, 4 шестнадцатипушечных корабля, 2 коча и 3 малых вспомогательных судна. Чичагов решил отрезать туркам попытку возвращения на свою базу. Русский корабельный отряд встал на якорь у Керченского пролива, блокировал пролив и на следующий день направился в направлении Керчи .
28 июня турецкий флот, в составе 34 кораблей (6 линейных кораблей, 7 фрегатов, 1 коча, 20 галер и шебек), попытался прорваться в Азовское море и уничтожить русскую флотилию из 12 вымпелов под командованием вице-адмирала А. Н. Сенявина, которая охраняла Керченский пролив и конвоировала транспорты, отправлявшиеся к Крымской армии, чтобы помешать переправе через Керченский пролив русской армии. Яростная атака на корабли Сенявина туркам, несмотря на троекратное превышение сил, не удалась и закончилась полным провалом .
Орудия русской флотилии имели большую, чем у турок, дальность поражения, что давало им огромное преимущество над врагом. Меткий и живой артиллерийский огонь русских судов скоро заставил неприятеля отступить и удалиться в море.

## Итоги
Учитывая поражения на суше и на море, турки запросили перемирия. 21 июля был заключен Кучук-Кайнарджийский мир. По этому миру Крым объявлялся независимым и фактически переходил под российский контроль. Россия приобрела также значительную часть северного побережья Чёрного моря. Новая граница прошла по Бугу и Кубани. В Крыму Россия получила город Керчь и крепость Еникале, а на Черноморском побережье Северной Таврии — крепость Кинбурн. Русский флот теперь имел право на свободный проход через Босфор и Дарданеллы.